# Clã Makino
O clã Makino (牧野氏, Makino-shi) foi um ramo de daimyō dos samurais do clã Minamoto no Período Edo.
No Período Edo, os Makino eram identificados como fudai ou clãs de daimyō internos, que eram aliados ou vassalos hereditários do clã Tokugawa, em contraste com os tozama ou clãs externos.

## Ramos do clã Makino
O fudai clã Makino se originou no século XVI, na província de Mikawa. Sua elevação de status por Toyotomi Hideyoshi data de 1588. O clã reclamava descendência de Takechiuchi no Sukune, que foi um importante Homem de Estado    e amante da Imperatriz Jingū.
- a. O ramo principal foi estabelecido no domínio de Tako na província de Kōzuke em 1590;  e em 1616, suas posses foram movidas para o domínio de Nagamine na província de Echigo. De 1618 a 1868, esse ramo dos Makino permaneceu no domínio de Nagaoka (74000 koku) na província de Echigo. O líder desse clã recebeu o título de "Visconde" no Período Meiji.[2]
- b. Um ramo secundário do clã Makino foi criado em 1633.[1] Os Makino foram instalados no domínio de Sekiyado na província de Shimousa em 1644. De 1668 até a Restauração Meiji, os descendentes mantinham posses no domínio de Tanabe (35000 koku) na província de Tango.[1] Descendentes viveram de 1634 até 1868 no domínio de Mineyama (11000 koku) na província de Echigo. O líder desse clã recebeu o título de "Visconde" no Período Meiji.[2]
- c. Outro ramo secundário dos Makino foi criado em 1634.[1] Estabelecidos no domínio de Yoita na província de Echigo em 1634; e então, de 1702 até 1868, esse ramo foi transferido para Komoro (15000 koku) na província de Shinano. O líder desse clã recebeu o título de "Visconde" no Período Meiji.[2]
- d. Mais um outro ramo foi criado em 1680.[1] Esses Makino residiram sucessivamente no domínio de Sekiyado na província de Shimousa) em 1683; no domínio de Yoshida na província de Mikawa em 1705;  no domínio de Nabeoka na província de Hyūga em 1712; e, de 1747 a 1868 no domínio de Kasama (80000 koku) na província de Hitachi. O líder desse clã recebeu o título de "Visconde" no Período Meiji.[2]

## Membros notáveis do clã
- Makino Yasunari, 1555-1609.[5]
- Makino Chikashige, 1654-1668 – 3º Kyoto shoshidai.[6]
- Makino Hideshige, 1724-1734 – 17º Kyoto shoshidai.[6]
- Makino Sadamichi, 1742-1749 – 19º Kyoto shoshidai.[6]
- Makino Sadanaga, 1781-1784 – 28º Kyoto shoshidai.[6]
- Makino Tadakiyo, 1798-1801 – 32º Kyoto shoshidai.[6]
- Makino Tadamasa, 1840-1843 – 48º Kyoto shoshidai.[6]
- Makino Tadayuki, 1862-1863 – 55º Kyoto shoshidai.[6]
- Makino Nobuaki – feito Barão (1907);[7] feito Visconde (1918).[8]
- Makino Kazushige -- Câmara dos Pares do Japão.[9]
- Makino Tadaatsu, 1870-1935 – Câmara dos Pares.[9]